# Niuqibuzi Shuiku
Niuqibuzi Shuiku (kinesiska: 牛其堡子水库) är en reservoar i Kina. Den ligger i provinsen Liaoning, i den nordöstra delen av landet, omkring 57 kilometer norr om provinshuvudstaden Shenyang. Niuqibuzi Shuiku ligger 71 meter över havet. Arean är 2,2 kvadratkilometer. Trakten runt Niuqibuzi Shuiku består till största delen av jordbruksmark. Den sträcker sig 2,4 kilometer i nord-sydlig riktning, och 2,1 kilometer i öst-västlig riktning.
Genomsnittlig årsnederbörd är 867 millimeter. Den regnigaste månaden är juli, med i genomsnitt 195 mm nederbörd, och den torraste är januari, med 9 mm nederbörd.